# Евтух, Владимир Борисович
Владимир Борисович Евтух (укр. Володимир Борисович Євтух; род. 14 июля 1948, село Заречное, Ровенская область, Украинская ССР, СССР) — советский и украинский этнограф, этносоциолог, политик, дипломат. Доктор исторических наук, член-корреспондент НАН Украины, профессор, декан факультета социологии и психологии Киевского национального университета им. Т. Г. Шевченко (2000—2007), декан факультета социально-психологических наук и управления НПУ имени Н. П. Драгоманова (с 2016 года), заслуженный деятель науки и техники Украины.
Младший брат доктора педагогических наук Николая Евтуха.

## Биография
В 1971 году окончил факультет романо-германской филологии Киевского университета по специальности «Переводчик», а в 1974 году аспирантуру Института истории АН УССР.
В 1975 году в Институте истории АН УССР защитил диссертацию на соискание учёной степени кандидата исторических наук по теме «Ассимиляционные процессы и их влияние на культуру этнических групп США и Канады (1945—1970)» (специальность 07.00.03 — этнография).
В 1989 году в Киевском государственном университете имени Т. Г. Шевченко защитил диссертацию на соискание учёной степени доктора исторических наук по теме «Современные буржуазные концепции этносоциального развития США и Канады : (Критический анализ)» (специальность 07.00.03 — этнография).
Работал в Институте истории АН УССР (1971—1978), Институте социальных и экономических проблем зарубежных стран АН УССР (1978—1990), Институте социологии НАН Украины (1991—1995). С 1978 года работал в Киевском университете доцентом факультета международных отношений и международного права, а с 2001 года — профессор кафедры отраслевой социологии, декан факультет социологии и психологии. В 2003—2007 годах заведовал кафедрой общей социологии. Также преподавал во многих учебных заведениях Германии, США, Марокко.

### Научная деятельность
Направления научных исследований: этносоциология, теория этноса, социология межэтнических отношений, феномен этничности в обществе и международных отношениях. Разработаны две авторские концепции: этнополитических и этносоциологических исследований на Украине; определены предмет, объект этносоциологии как науки и учебной дисциплины.
Глава экспертного совета ВАК Украины по философским, политическим и социологическим наукам; председатель учёного совета факультета социологии и психологии, член учёного совета Киевского университета. Ответственный научный редактор «Вестника. Социология. Психология. Педагогика» (КНУ); член редакции журналов «Социология: теория, методы, маркетинг», «Киевская старина»; заместитель главного редактора «Энциклопедии украинской диаспоры»; эксперт Совета Европы по вопросам этнических меньшинств.
Автор более 350 публикаций, в том числе восьми монографий, 30 публикаций в зарубежных изданиях.

### Политическая и общественная деятельность
Входил в состав правительства Марчука, в 1995—1996 годах был министром по делам национальностей и миграции, в августе 1996 года после ликвидации министерства возглавил одноимённый комитет.
С 31 декабря 1997 по 11 декабря 1999 года — Чрезвычайный и Полномочный Посол Украины в Итальянской Республике.
С 15 июля 1998 по 11 декабря 1999 года — Чрезвычайный и Полномочный Посол Украины в Республике Мальта по совместительству.
С 18 декабря 1998 по 11 декабря 1999 года — Чрезвычайный и Полномочный Посол Украины в Республике Сан-Марино по совместительству.
Ранг — Чрезвычайный и Полномочный Посланник 2-го класса (1999). Глава Совета представителей общественных организаций национальных меньшинств Украины. Член Совета по вопросам языковой политики при Президенте Украины.
В 1992—1998 годах был членом Совещательного Совета Европейского форума миграционных исследований (Германия). В 1994—1996 годах входил в состав отборочного комитета Фонда Макартуров (США).

## Награды
Почётный гражданин города Апостолес и провинции Мисьонес (Аргентина, 1997). Заслуженный деятель науки и техники Украины (1998). Награждён орденом Нестора Летописца украинской православной церкви (1997), памятной медалью государства Ватикан по случаю VIII годовщины понтификата Павла II (1999), орденом «За заслуги» III ст. (2004 год) и II ст. (2010 год), Святого Равноапостольного князя Владимира Великого ІІІ ст. УПЦ Киевского Патриархата (2010), Святого Кирилла и Мефодия УПЦ Киевского Патриархата (2013).

## Научные труды
- Українські етнічні групи США і Канади: Соціально-економічний аспект. — К., 1980.
- Иммиграция и национальные отношения в истории Канады // Проблемы историографии Канады. — М., 1981.
- Историография национальных отношений в США и Канаде (60—70-е годы). — К., 1982.
- Идеология национальных движений в полиэтнических странах капитала // Рабочий класс и национальный вопрос в странах Западной Европы и Северной Америки. — К., 1985.
- Концепция этносоциального развития США и Канады: типология, традиции, эволюция. — К., 1991.
- Зберігаючи українську самобутність. — К., 1992 (соавтор).
- Українці в Канаді. — К., 1993 (соавтор).
- Немцы в Украине: статус, этничность, миграционные установки: по результатам социологического исследования. — К., 1993 (соавтор).
- Німці в Україні (1920-ті — 1990-ті роки). — К., 1994 (у співавт.).
- Про національну ідею, етнічні меншини, міграції. — К., 2000.
- Проблеми етнонаціонального розвитку: світовий та український контекст. — К., 2002.
- Етнонаціональна структура українського суспільства: Довідник. — К., 2004 (соавтор).
- Закордонне українство: Навч. посіб. — К., 2005 (соавтор).